# Teixidor eurasiàtic
El teixidor eurasiàtic (o senzillament teixidor) o mitjaire (Remiz pendulinus) és una espècie d'ocell de l'ordre dels passeriformes que viu al centre i a l'est de la península Ibèrica (costes mediterrànies fins a l'Estret de Gibraltar i Depressió de l'Ebre), la Camarga, Itàlia i l'Europa de l'Est. És comú a la Catalunya continental on es troba en fase d'expansió.

## Morfologia

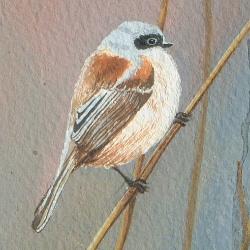
Il·lustració d'un teixidor.

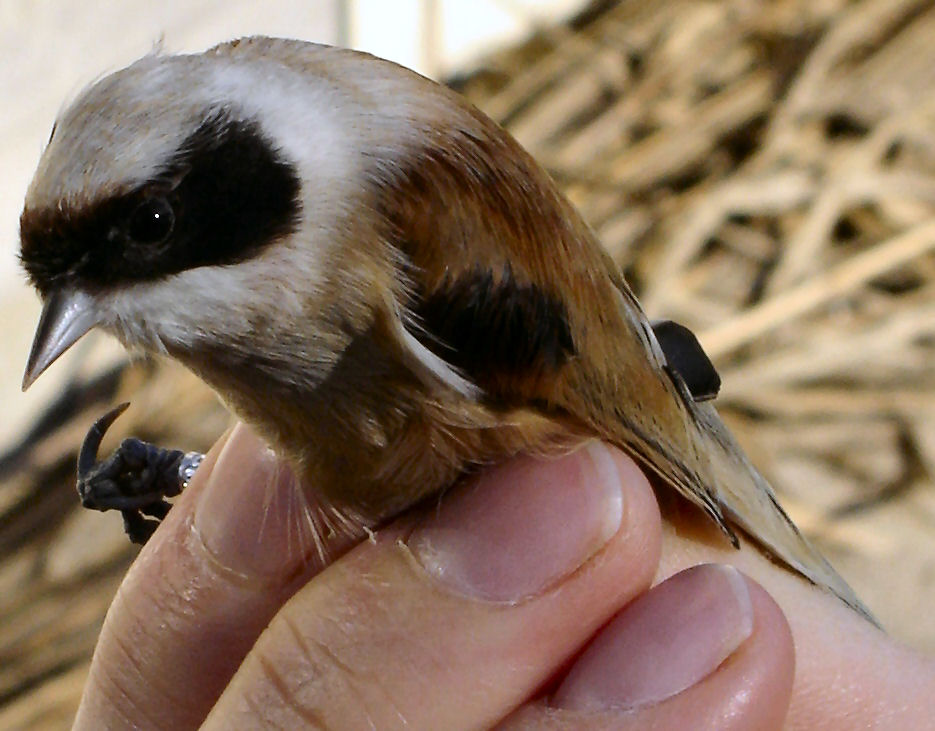
Exemplar de teixidor.

Fa 11 cm de llargària. Té la part superior vermellenca i la inferior de color crema. El cap és gris i sembla que porti una bena negra sobre els ulls. El bec és curt i afilat.

## Ecologia
Habita en indrets pantanosos, a les vores de rierols i estanys. Pot ésser observat durant tot l'any en algunes zones, i com a hivernant (Balears), i fins i tot de pas, en d'altres. Menja insectes. Nidifica al Delta de l'Ebre, al Delta del Llobregat, a l'Albufera de València, a la Catalunya del Nord, als Aiguamolls de l'Empordà, a El Fondo i a les riberes dels canals lleidatans de regadiu. El mascle fa, amb fibres vegetals i teranyines, un niu en forma de bola que sembla una barretina o mitja molt teixida, el qual penja a la branca d'àlbers o pollancres que siguin a prop de l'aigua. El pare no participa en la cria dels petits i és la femella que, a l'abril/maig, s'encarrega de pondre 5 o 8 ous, de covar-los durant 14 dies i d'alimentar els polls que en surten, fins que aquests aprenen a volar, al cap de 15-20 dies.